# Zizia trifoliata
Zizia trifoliata är en flockblommig växtart som först beskrevs av André Michaux, och fick sitt nu gällande namn av Merritt Lyndon Fernald. Zizia trifoliata ingår i släktet Zizia och familjen flockblommiga växter. Inga underarter finns listade i Catalogue of Life.